# Chiesa di San Biagio (Piombino Dese)
La chiesa arcipretale di San Biagio è la parrocchiale di Piombino Dese, in provincia di Padova e diocesi di Treviso; fa parte del vicariato di Camposampiero.

## Storia
Originariamente la comunità di Piombino Dese dipendeva dalla pieve di Trebaseleghe; l'antica cappella del paese nel 1473 ricevette la visita del vescovo di Treviso Lorenzo Zane.
Nel 1574 la chiesa fu consacrata e nel 1625 si provvide al restauro del campanile, che non versava in buone condizioni.
I lavori di edificazione della nuova parrocchiale neoclassica iniziarono nel 1746 su impulso di don Giovanni Francesco Tessari; disegnata da Giorgio Massari, venne ultimata nel 1750, consacrata nel 1778 ed elevata alla dignità arcipretale nel 1798.
Nel primo dopoguerra si decise di ricostruire la chiesa e, a tale scopo, nell'autunno del 1927 l'architetto Luigi Candiani presentò il progetto, che fu in breve tempo approvato dalla Commissione Diocesana d'Arte Sacra; così, il 3 maggio venne posta la prima pietra del nuovo luogo di culto; i lavori furono tuttavia sospesi perché la Regia Soprintendenza all'Arte Medievale e Moderna non aveva ancora concesso l'autorizzazione a demolire la parrocchiale settecentesca e poterono riprendere solo quattro anni dopo, per poi venir terminati nel 1938.
Il pavimento in marmi policromi fu posato nella prima metà degli anni sessanta e, tra il 1986 e il 1988, si procedette alla ristrutturazione della chiesa e al suo adeguamento alle norme postconciliari.

## Descrizione

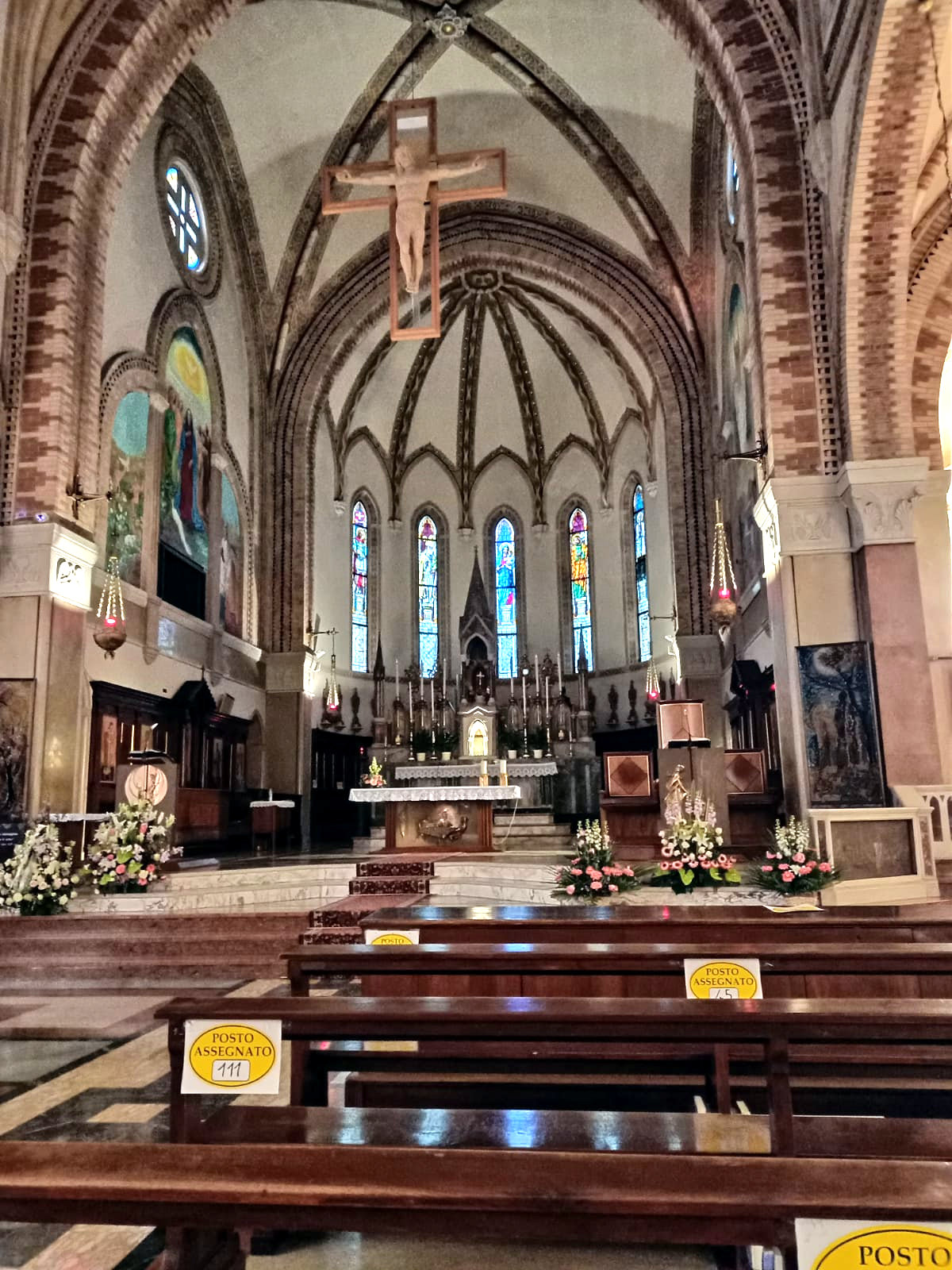
Il presbiterio

### Esterno
La facciata a salienti della chiesa, che volge a mezzogiorno, è scandita da grosse paraste coronate da statue e presenta in basso i tre portali d'ingresso lunettati e protetti da brevi protiri e sopra tre rosoni e due finestre strette ma alte; sotto le linee degli spioventi corre una fila di archetti pensili.
Ad alcuni metri dalla parrocchiale si erge su un alto basamento a scarpa il campanile a pianta quadrata; la cella presenta su ogni lato una bifora ed è coperta dal tetto a quattro falde.

### Interno
L'interno dell'edificio è suddiviso da colonne in marmo rosso d'Asiago sorreggenti archi a sesto acuto in tre navate voltate a crociera, che constano di sette campate; al termine dell'aula si sviluppa il presbiterio, sopraelevato di alcuni gradini, ospitante l'altare maggiore e chiuso dall'abside semicircolare.